# Paraulocladium angulosporum
Paraulocladium angulosporum är en svampart som beskrevs av R.F. Castañeda 1986. Paraulocladium angulosporum ingår i släktet Paraulocladium, divisionen sporsäcksvampar och riket svampar.   Inga underarter finns listade i Catalogue of Life.